# Клеверли, Альф
А́льфред Джон Кле́верли (англ. Alfred John Cleverley; 18 сентября 1907, Оамару — 2 августа 1992, Роторуа) — новозеландский боксёр, представитель полутяжёлой весовой категории. Выступал за сборную Новой Зеландии по боксу в конце 1920-х годов, участник летних Олимпийских игр в Амстердаме. В 1930—1931 годах боксировал также на профессиональном уровне.

## Биография
Альф Клеверли родился 18 сентября 1907 года в городе Оамару региона Отаго.
В 1928 году вошёл в основной состав новозеландской национальной сборной и благодаря череде удачных выступлений удостоился права защищать честь страны на летних Олимпийских играх в Амстердаме. Тем не менее, провёл здесь только один единственный бой — на предварительном этапе полутяжёлой весовой категории проиграл британцу Альфу Джексону.
После амстердамской Олимпиады Клеверли ещё в течение некоторого времени оставался в составе боксёрской команды Новой Зеландии и продолжал принимать участие в крупнейших международных турнирах. Так, в том же 1928 году ему довелось поучаствовать в Теилтинских играх в Дублине.
В 1930 году Альф Клеверли решил попробовать себя среди профессионалов, однако его дебют на профессиональном уровне получился не очень удачным — по итогам пятнадцати раундов он проиграл своему сопернику решением судей. В дальнейшем в течение некоторого времени выступал в США, но и там не имел особого успеха, проигрывая большинство поединков. После очередного досрочного поражения в сентябре 1931 года принял решение завершить спортивную карьеру.
Впоследствии женился, работал механиком в железнодорожной мастерской в Лоуэр-Хатт.
Умер 2 августа 1992 года в возрасте 84 лет в городе Роторуа региона Бей-оф-Пленти.